# Idyane França
Idyane França (Natal, 16 de julho de 1989) é uma artista, escritora e jornalista brasileira.

## Vida
Idyane iniciou sua carreira profissional como atriz na Cia. Estalo de Teatro, participando do  FEST EM CENA em 2007, com o espetáculo A Separação dos Dois Esposos de Qorpo Santo. Passou pelo Grupo Teart de Teatro em 2009, com o espetáculo Eles Não Usam Black-tie de Gianfrancesco Guarnieri, e de 2010 a 2012 atuou no espetáculo O Santo e a Porca de Ariano Suassuna, pela Cia. Bicho de Sete Cabeças de Teatro. Seguiu atuando em espetáculos infantis e de teatro de rua com o espetáculo Cambalhotas.
Em 2018, fundou o Coletivo Arretadas  juntamente com a também jornalista Celinna Carvalho e com a publicitária Márcia Mello, um coletivo de mulheres com base progressista de comunicação colaborativa. Idyane França é feminista, ativista do movimento negro e da mídia livre.

## Carreira

### Teatro
- A Separação dos Dois esposos (2007)
- Eles Não Usam Black-tie (2008)
- Eles Não Usam Black-tie (2009)
- O Santo e a Porca (2010)
- O Santo e a Porca (2011)
- A Dama e o Vagabundo (2011)
- O Santo e a Porca (2012)
- Chapeuzinho Vermelho (2013)
- Cinderela (2014)
- João e Maria (2015)
- Alice no País das Maravilhas (2016)
- Cambalhotas (2017)
- Os Três Porquinhos (2018)
- A Revolta dos Brinquedos (2019)

## Obras
- Escritores brasileiros contemporâneos - Poetas Negras (Editora Matarazzo, 2020)
- Escrituras Negras II (Editora Ixtlan, 2021)
- Toca a Escrever Coletânea 2021 (Editora In-Finita, 2021)
- Velhas Sábias (Editora Ipanec, 2021)

## Outros Projetos

#### No Olho da Onça
Ao lado da poeta potiguar Olga Hawes, Idyane é também idealizadora do projeto No Olho da Onça, que busca dar voz a poetas e artistas potiguares e ampliar a diversidade de literaturas que ocupam os espaços culturais e divulgar trabalhos feitos por mulheres que divergem da norma, sejam LBTs, racializadas ou regionalizadas.
O projeto, contemplado com recursos da Lei Aldir Blanc, Fundação José Augusto, Governo do Estado do Rio Grande do Norte, Secretaria Especial da Cultura, Ministério do Turismo e Governo Federal, conta com rodas de conversas, debates e saraus para compartilhar o trabalho das mulheres participantes e discutir os impactos políticos, sociais e criativos das obras.

## Ligações Externas
Idyane França no Instagram
Site da Editora Ixtlan
Site da Editora In-Finita
Edição Especial: Poetas Negras Mulheres Na Literatura e Nas Artes Brasileiras
No Olho da Onça no Instagram
Idyane França: "Espaços concedidos às mulheres negras só se deram pela luta"